# Алонен, Виктор
Виктор Алонен (эст. Viktor Alonen; 21 марта 1969, Вильянди) — эстонский футболист, опорный полузащитник и левый защитник. Выступал за национальную сборную Эстонии.

## Биография

### Клубная карьера
Воспитанник ДЮСШ Вильянди, тренер — Лео Ира. С 1986 года выступал за местную команду в чемпионате Эстонской ССР среди КФК.
В 1992 году перешёл в таллинскую «Флору» и выступал за неё в течение десяти сезонов. Неоднократно становился чемпионом и призёром чемпионата Эстонии, обладателем Кубка страны.
В конце карьеры выступал за «Тулевик», «Нарва-Транс», «Курессааре» и любительские клубы низших дивизионов.
После окончания карьеры работает тренером в Тюри.

### Карьера в сборной
Дебютный матч за национальную сборную Эстонии сыграл 3 июня 1992 года против сборной Словении, заменив на 86-й минуте Ристо Калласте, это была первая официальная игра сборной Эстонии в качестве члена ФИФА после восстановления независимости. Последний матч провёл 5 октября 2001 года против Португалии. Всего за национальную команду сыграл в 1992—2001 годах 71 матч, голов не забивал.
В 2005 году сыграл четыре неофициальных матча за сборную острова Сааремаа в соревнованиях NF-Board.

## Достижения
- Чемпион Эстонии (4): 1993/94, 1994/95, 1997/98, 1998
- Серебряный призёр чемпионата Эстонии (2): 1992/93, 1996/97
- Бронзовый призёр чемпионата Эстонии (2): 1995/96, 1999
- Обладатель Кубка Эстонии (2): 1995, 1998
- Обладатель Суперкубка Эстонии (1): 1998